# کوئین سیتی (میزوری)
کوئین سیتی (به انگلیسی: Queen City) یک شهر در ایالات متحده آمریکا است که در شهرستان شویلر، میزوری واقع شده‌است. کوئین سیتی ۲٫۶۷ کیلومتر مربع مساحت و ۵۹۸ نفر جمعیت دارد و ۳۰۶ متر بالاتر از سطح دریا قرار دارد.